# Kamila Skolimowska
Kamila Skolimowská (4. listopadu 1982, Varšava – 18. února 2009, Vila Real de Santo António, Portugalsko) byla polská atletka, která se věnovala hodu kladivem.

## Kariéra
První úspěch zaznamenala v roce 1997 na juniorském mistrovství Evropy ve slovinské Lublani, kde vybojovala zlatou medaili. O dva roky později získala zlato na prvním ročníku mistrovství světa do 17 let v Bydhošti. Ve věku 17 let a 331 dní se stala v australském Sydney olympijskou vítězkou letních her 2000. Ve finále jako jediná překonala sedmdesátimetrovou hranici, když její nejdelší pokus měřil 71,16 m. Na světovém šampionátu 2001 v Edmontonu obsadila čtvrté místo. V následujícím roce získala za výkon 72,46 m stříbrnou medaili na evropském šampionátu v Mnichově, kde byla lepší jen Ruska Olga Kuzenkovová. V roce 2003 se stala v Bydhošti mistryní Evropy do 23 let.
Reprezentovala na letních olympijských hrách v Athénách 2004, kde se ve finále umístila s výkonem 72,57 m na pátém místě. Na světové letní univerziádě 2005 v tureckém İzmiru získala zlatou medaili (72,75 m). V též roce skončila sedmá na mistrovství světa v Helsinkách (68,96 m). Medaili bronzové hodnoty vybojovala výkonem 72,58 m v roce 2006 na mistrovství Evropy v Göteborgu. Na světovém atletickém finále 2006 ve Stuttgartu se umístila na druhém místě (73,33 m). Na mistrovství světa 2007 v japonské Ósace skončila těsně pod stupni vítězů, čtvrtá s výkonem 73,75 m. Smolně pro ni skončila účast na letních olympijských hrách v Pekingu 2008, kde ve finále nezaznamenala platný pokus.

## Ocenění
Za své úspěchy byla vyznamenána Řádem Polonia Restituta (pátou třídou) a Zálužným Křížem (první třídou).

## Úmrtí
Zemřela dne 18. února 2009 na soustředění v portugalském městě Vila Real de Santo António ve věku 26 let. Během tréninku se ji udělalo nevolno a i když se její stav následně zlepšil, byla zavolána sanitka. Cestou do nemocnice však upadla do bezvědomí, z něhož se již nikdy neprobrala. Lékařský personál v nemocnici se hodinu marně pokoušel o resuscitaci. Příčinou smrti bylo podle výsledků pitvy nejspíše ucpání plicní tepny.